# ЛаФлёр
«ЛаФлёр» (англ. LaFleur) — восьмая серия пятого сезона и девяносто четвёртая серия в общем счёте телесериала «Остаться в живых». Центральный персонаж серии — Сойер. Серию посмотрели 12,4 миллиона американских зрителей и 339 000 австралийских зрителей.

## Сюжет
В конце серии «Остров смерти» Локк падает в колодец, находящийся на месте будущей станции Орхидея. С этого момента начинается серия «ЛаФлёр». Выжившие перемещаются в далёкое прошлое, когда на острове стояла гигантская статуя.

### 1974 год
После того как Локк повернул колесо, остров перемещается в 1974 год и вспышки прекращаются. Оставшиеся выжившие (Джин, Джульет, Сойер, Майлз и Фарадей) решают идти на побережье, чтобы ожидать там возвращения Локка. По пути они наталкиваются на двоих Других, которые захватили семейную пару из организации DHARMA Initiative. Сойер и Джульет убивают Других и освобождают Эми, но её муж Пол уже мёртв. Выжившие уступают просьбам Эми, хоронят Других и помогают ей отнести тело Пола в посёлок. На границе с ультразвуковой оградой Эми делает вид, что выключила защитную систему, и группа выживших попадает под действие защиты.
В посёлке Сойера допросил Гораций Гудспид, лидер DHARMA Initiative. Сойер сказал, что его зовут Джим ЛаФлёр, что их группа потерпела кораблекрушение, а на острове они искали оставшихся членов команды. Гораций сообщил ему, что на следующий день их отправят с острова на подводной лодке, и оставаться им нельзя, поскольку «они не подходят DHARMA».
Выжившие собираются вместе. Фарадей видит девочку в красном платье и думает, что это Шарлотта, но решает ничего ей не говорить. В эту же ночь объявляется тревога, и все прячутся в домах. На переговоры с Гудспидом приходит Ричард Алперт. Он заявляет о нарушении перемирия, поскольку двое его людей убиты. Затем к Алперту выходит Сойер, который рассказывает, что это он убил двоих людей, а также напоминает о событиях, произошедших в 1954 году (серия Jughead) и говорит, что ждёт возвращения Локка. Алперт соглашается продолжить перемирие в обмен на тело убитого Пола. Гораций Гудспид разрешает Сойеру и остальным остаться как минимум ещё на две недели.

### 1977 год
Спустя три года все выжившие работают в DHARMA Initiative, Сойер живёт вместе с Джульет и работает начальником охраны, а Джин прочёсывает остров. Гораций Гудспид женат на Эми. Гудспид поссорился с Эми, напился и взрывал динамитом деревья на границе периметра. Сойер отвёз его бесчувственное тело домой и пытался узнать, что случилось, но у Эми в этот момент начались роды. Выяснилось, что Эми требуется кесарево сечение, поэтому Джульет пришлось рассекретиться и провести операцию. Причиной странного поведения Горация был найденный кулон бывшего мужа Эми, который был убит Другими. Гораций посчитал, что Эми не забыла своего прежнего мужа, так как кулон лежал в ящике с носками. В разговоре с Горацием Сойер заметил, что «за 3 года можно забыть кого угодно» (намекая на его с Кейт отношения). Утром Сойера разбудил звонок Джина. Джеймс назначил встречу в северной долине и ушёл, ничего не сказав Джульет. Серия заканчивается в момент встречи Сойера и трёх человек, исчезнувших из самолёта Ajira Airways (серия «316»): Джека, Хёрли и Кейт.